# Emił Iwanow
Emił Iwanow (bg. Емил Иванов; ur. 30 czerwca 1962) – bułgarski zapaśnik walczący w stylu klasycznym. Złoty medalista mistrzostw świata w 1986 i 1989. Mistrz Europy w 1983; drugi w 1987 i 1989 roku.